# Залізний трикутник (політика США)

Діаграма динаміки залізного трикутника політики Сполучених Штатів

У політичному контексті Сполучених Штатів термін «залізний трикутник» відноситься до взаємозв'язків між комітетами Конгресу, бюрократією та групами інтересів у процесі формування політики. Ця концепція була описана Гордоном Адамсом у 1981 році, але раніше відгуки про неї можна знайти у квартальному щотижневому звіті Конгресу 1956 року, наприклад, в статтях "Залізний трикутник: вплив, передісторія та перспективи" та "Школи в залізному трикутнику?".

## Основне припущення
Основним аспектом концепції залізного трикутника є твердження, що бюрократичні органи, як активні політичні учасники, мають намір створити та зміцнити свою власну базу влади. 
З даної перспективи, компетенції агентства (наприклад, державних підприємств у Сполучених Штатах, незалежних агентств уряду Сполучених Штатів або регуляторних органів) визначаються їхніми виборцями, а не споживачами. (У цьому контексті, "складові" відносяться до політично активних учасників, які поділяють спільні інтереси або мету, а "споживачі" - це очікувані отримувачі товарів або послуг, що надаються урядовою бюрократією, і часто їх визначають у письмових цілях або заяві про місію агентства.)
Бюрократична дисфункція, очевидно, може бути наслідком альянсів, укладених між агентством та його сторонниками. Офіційні цілі агентства можуть бути порушені або ігноровані через вплив громадян, яким воно зобов'язане надавати послуги.

## Вирощування виборчої округи
Необхідність для бюрократичної інституції створити стійку опорну базу часто приводить до того, що вона співпрацює з певною групою в межах своєї політичної юрисдикції. Це досягається шляхом ідентифікації потенційних союзників, які можуть значно посилити свою впливовість у політичній сфері, використовуючи свій громадянський інтелект для залучення колективного соціального капіталу.
Цікаво, що на нижчих рівнях бюрократії особи, які є цільовими одержувачами послуг агентства, можуть не мати значного впливу, що викликає сприйняття їх як неефективних сторонників. Великі сегменти широкої громадськості, яких інтереси широко поширені, можуть бути недостатньо політично активними, виявляти непослідовну поведінку при голосуванні, стикаються з дезорганізацією або інертністю і часто не мають достатніх фінансових ресурсів.
Навпаки, приватні організації або групи захисту інтересів, включаючи організації 501(c) і 527, здатні володіти значною силою. Ці групи зазвичай володіють стійкою структурою, значними ресурсами, високим потенціалом мобілізації та виявляють велику активність у політичних діях, що відображається у їхніх голосувальних моделях, внесках до кампаній, лобістській діяльності і навіть законодавчій ініціативі.
Таким чином, агентство може мати інтерес перерозподілити свою увагу з основних одержувачів послуг на стратегічно обрану групу прихильників. Це дозволяє агентству досягати своєї мети - посилення свого політичного впливу.

## Динаміка
У США влада зосереджена в Конгресі, зокрема в його комітетах і підкомітетах. Шляхом співпраці з обраними групами, агентство може впливати на політичні результати безпосередньо в цих комітетах і підкомітетах. Цей сценарій може відображати динаміку "залізного трикутника".
Зображення вище відображає концепцію.
- В одному куті трикутника розташовані групи інтересів (електорати) і недержавні актори . Це потужні групи інтересів, які впливають на голосування в Конгресі на свою користь і можуть достатньо вплинути на переобрання члена Конгресу в обмін на підтримку їхніх програм. [14]
- На іншому кутку сидять члени Конгресу, які також прагнуть приєднатися до виборців для отримання політичної та виборчої підтримки. Ці члени Конгресу підтримують законодавство, яке просуває порядок денний групи інтересів. [15]
- Третій кут трикутника займають бюрократи, які часто зазнають тиску з боку тих самих потужних груп інтересів, для регулювання яких призначено їхній орган, [16] і в деяких випадках мають тісні зв’язки з регульованою галуззю.

Результатом є тристоронній, стабільний альянс, який іноді називають «суб-урядом» через його міцність, неприступність і силу визначати політику. 
Співвідношення у "залізному трикутнику" може привести до регулятивного захоплення, при якому приймаються вузькі політичні заходи, що вигідні лише обмеженій групі населення. Інтереси прихильників агентства (тобто груп інтересів) задовольняються, тимчасом як потреби споживачів (які можуть представляти широку громадськість) залишаються незадоволеними.
Проблематичним для популярної концепції демократії є той факт, що державне управління може приносити користь лише обмеженій частині населення, за рахунок загального благополуччя всіх громадян. Це особливо актуально, коли законодавство нехтує або скасовує початкову мету, для якої агентство було створено. Наприклад, Закон про запобігання перехопленню нормативних актів 2011 року встановлює Управління доброчесності нормативно-правових актів в Адміністративно-бюджетному управлінні (OMB) і передбачає розслідування в таких випадках: (1) дії або бездіяльність агентства, які не сприяють досягненню мети агентства або навіть завдають шкоди суспільним інтересам; (2) регулювання, ліцензування, судові рішення, гранти або інші дії агентства, що сприяють лише обмеженій кількості економічних інтересів або протирічать суспільним інтересам; (3) пріоритети правозастосування, які необгрунтовано спрямовані на досягнення цілей регулювання; та (4) втрата довіри до цілісності процесу регулювання.. 
Деякі стверджують навпаки, що такі домовленості є природним результатом демократичного процесу, а не суперечать йому, оскільки вони часто залучають більшість виборців, які втілюють свою волю через своїх обраних представників в уряді. 
27 січня 2011 року директор ФБР Роберт Мюллер використав «залізні трикутники» для позначення «організованих злочинців, корумпованих урядовців і бізнес-лідерів», які, за його словами, «становлять значну загрозу національній безпеці». 

## Дивись також
- Залізний закон олігархії
- Проблемна мережа
- політика
- Політика
- Аналіз політики
- Теорія суспільного вибору
- Регуляторне захоплення
- Обертова двері (політика)
- Військово-промисловий комплекс
- Трикутник управління проектами, також званий Залізним трикутником
- Адвокаційна група
- Закон про адміністративні процедури (Сполучені Штати)